# Fort Nez Percés

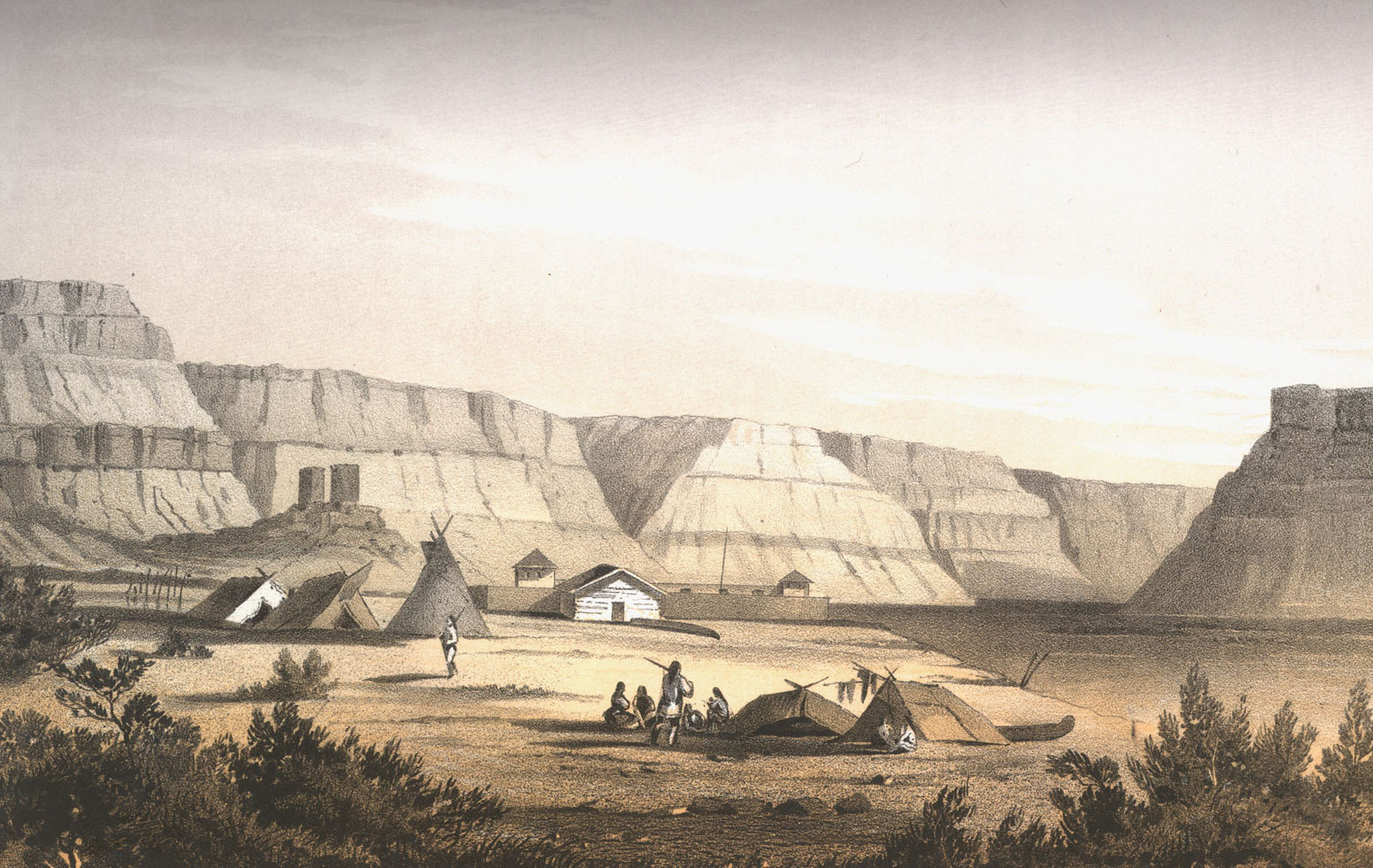
Fort Nez Percés em 1853.

Fort Nez Percés, algumas vezes também escrito Fort Nez Percé (com ou sem o acento) e mais tarde conhecido como (Velho) Fort Walla Walla foi um posto de comércio de peles fortificado às margens do rio Columbia no território da atual Wallula, Washington. Esteve em operação de 1818 até 1857.
O forte foi fundado em julho de 1818 pela Companhia do Noroeste sob a direção do comerciante Donald MacKenzie e Alexander Ross na margem oriental do rio Columbia, meia milha ao norte da foz do rio Walla Walla e a poucas milhas acima da foz do rio Snake. O local foi escolhido como base de expedições na bacia do rio Snake. O forte inicialmente foi construído em madeira, com uma palissada de 20 pés de altura e seis polegadas de largura. Ross tornou-se o primeiro administrador do forte.

## Leituras adicionais
- Stern, Th.: Chiefs and Chief Traders: Indian Relations at Fort Nez Percés, Oregon State University Press 1993. ISBN 0-870-71368-X.